# Bansalan
Bansalan est une municipalité des Philippines située dans l'est de la province du Davao du Sud, sur l'île de Mindanao. Elle a été fondée en 1952.

## Subdivisions
Bansalan est divisée en 25 barangays :
- Alegre
- Alta Vista
- Anonang
- Bitaug
- Bonifacio
- Buenavista
- Darapuay
- Dolo (district urbain)
- Eman
- Kinuskusan
- Libertad
- Linawan
- Mabuhay
- Mabunga
- Managa
- Marber
- New Clarin
- Poblacion Uno (district urbain)
- Poblacion Dos (district urbain)
- Rizal (district urbain)
- Santo Niño
- Sibayan
- Tinongtongan
- Tubod (district urbain)
- Union